# Exeed VX
L'Exeed VX est un modèle de SUV multisegment fabriqué par Exeed, la subdivision premium de Chery. Le véhicule a été révélé en septembre 2020.

## Aperçu
L'Exeed VX a été initialement présenté en avant-première via le Exeed VX Concept révélé lors du salon de l'automobile de Guangzhou en novembre 2019. Il comporte des poignées de porte rétractables.

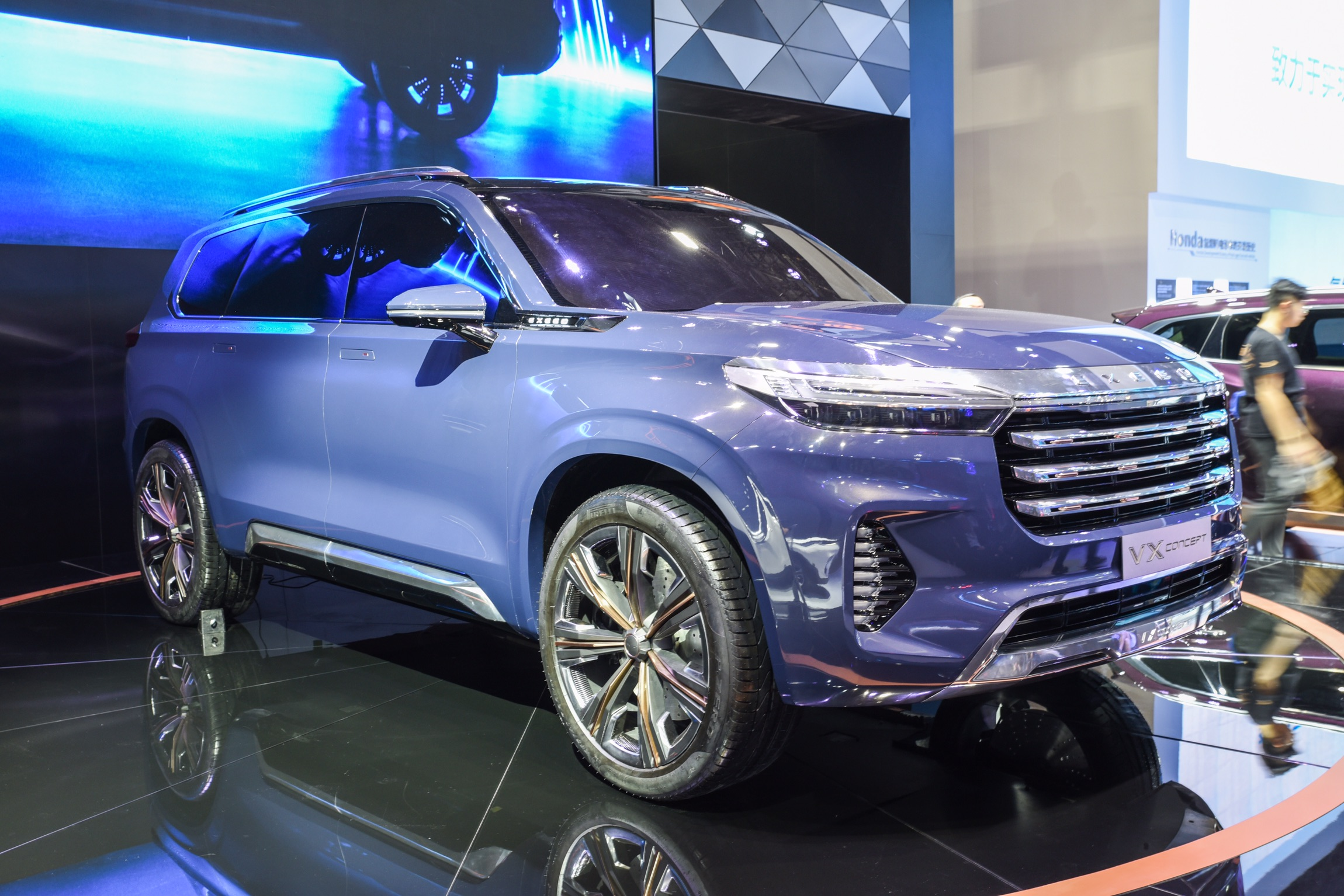
Exeed VX Concept vue avant
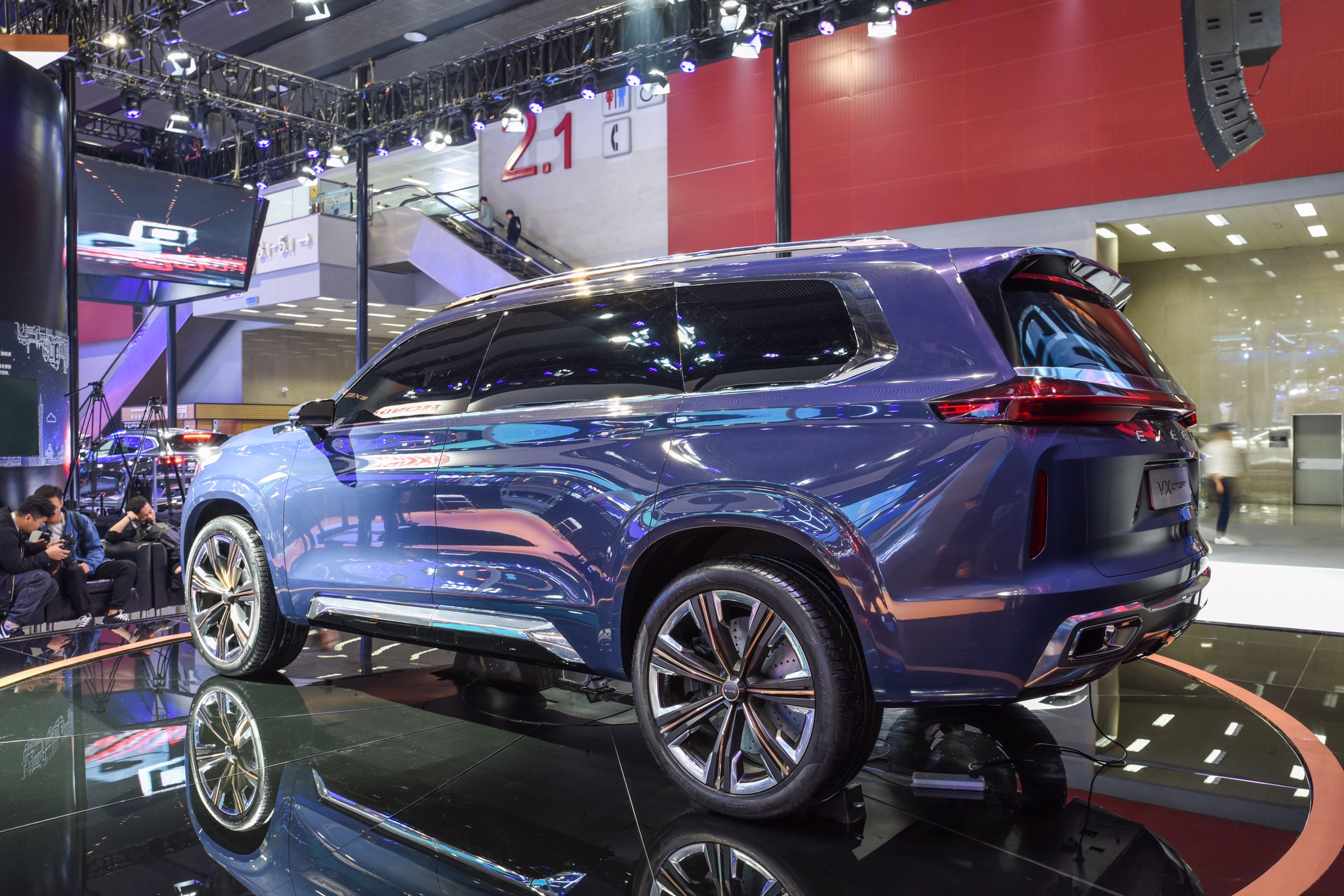
Exeed VX Concept vue arrière

La version de production est presque identique au concept car, sauf pour les poignées de porte qui sont visible, et a été révélée lors du salon de l'automobile de Pékin en septembre 2020, les ventes ont commencer en mars 2021.

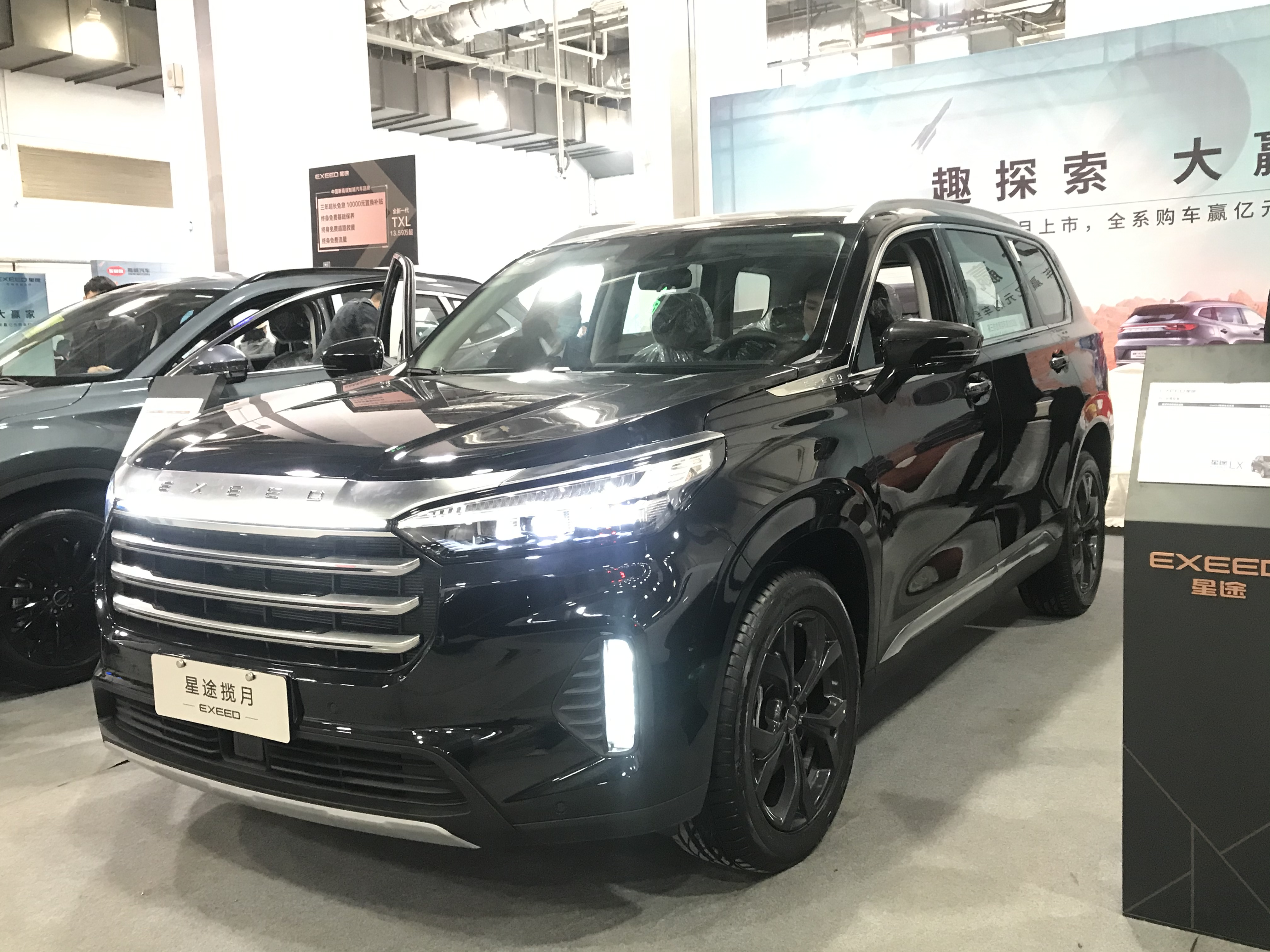
Exeed VX (揽月) vue avant
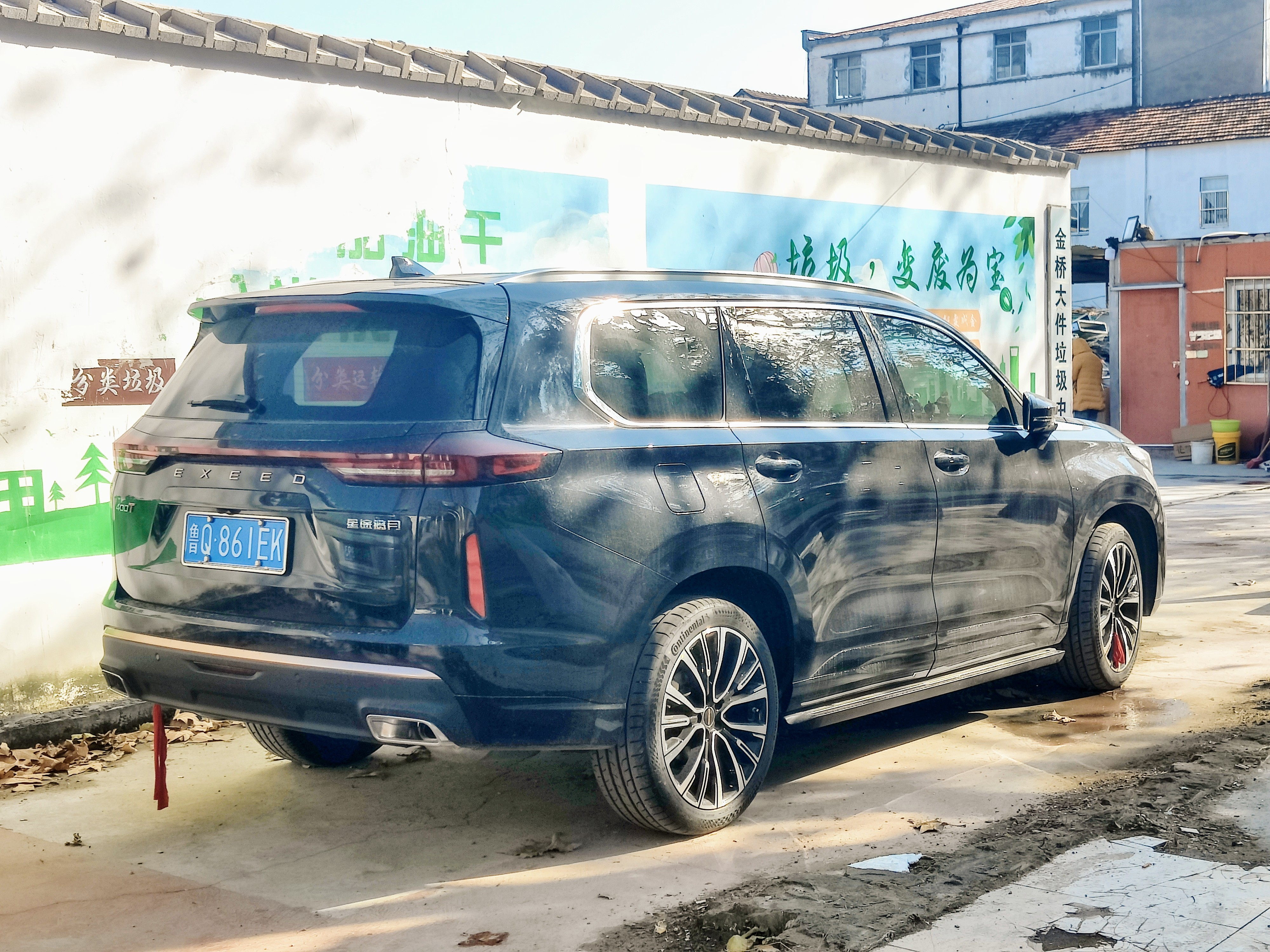
Exeed VX (揽月) vue arrière

### Motorisations
Le VX peut être équipé d'un moteur turbo de 1,6L ou d'un moteur TGDI de 2L, et une transmission à double embrayage à 7 rapports. Les modèles 290T sont équipés du moteur turbo de 1,6L produisant 197 ch et 290 Nm. Le modèle 390T est équipés d'un moteur turbo de 2L produisant 254 ch et 390 Nm. Les modèles 400T sont dotés d'une version plus puissante du moteur de 2L produisant 257 ch et 400 Nm avec un réservoir de carburant agrandi de 65 litres ont ensuite été ajoutés à la gamme de produits.

## Voir également
- Exeed TX
- Exeed LX